# Teorema de Norton
O teorema de Norton para circuitos elétricos afirma que qualquer coleção de fontes de tensão, fontes de corrente, e resistores, com dois terminais é eletricamente equivalente a uma fonte de corrente ideal, I, em paralelo com um único resistor, R.
Os teoremas de Thévenin e Norton são dois teoremas a circuitos aplicáveis a circuitos lineares. O teorema de Thévenin estabelece que qualquer circuito linear visto de um ponto pode ser representado por uma fonte de tensão e o teorema de Norton estabelece que qualquer circuito linear visto de um ponto pode ser representado por uma fonte de corrente.